# Émile Wetterlé
Emile Wetterlé, né à Colmar le 2 avril 1861 et mort à Ouchy près de Lausanne (Suisse) le 24 juillet 1931, est un prêtre, journaliste et homme politique français d'origine alsacienne.

## Biographie
Après avoir reçu une éducation entièrement française, il commença des études de théologie et de philosophie à l'Université de Salamanque, les termina à l'Université d'Innsbruck en 1885 et fut ordonné prêtre. Il fut ensuite précepteur dans de grandes familles, notamment à Rome chez la princesse de Sayn-Wittgenstein, apparentée aux Hohenlohe. Il voulut ensuite revenir en Alsace mais avait perdu la nationalité allemande et dut la redemander. Le Kreisdirektor de Colmar, chargé de rédiger le rapport sur son cas pensait avec raison qu'il fallait se méfier de lui mais, ayant remarqué une lettre de recommandation signée de la princesse de Sayn-Wittgenstein, il se hâta de faire un rapport favorable dans l'espoir de plaire à son chef suprême, le prince de Hohenlohe, statthalter d'Alsace-Lorraine.
Nommé vicaire dans une paroisse ouvrière à Mulhouse, où il n'est vraiment pas à sa place, il s'occupe surtout de journalisme et de politique. S'il a peu de contact avec le peuple, il séduit les notables dont l'influence a toujours été considérable en Alsace ; au reste, doué d'une vaste culture littéraire et maniant un excellent français, il sait aussi bien rédiger des articles incisifs que se faire accepter dans les salons et se faire des amis dans les milieux politiques, au-delà même des clivages religieux. Son désir de faire parvenir l’Alsace à une autonomie complète l’amène en effet à se rapprocher des protestants libéraux avec lesquels il aurait voulu fonder un Parti Alsacien, et il n’hésite pas à leur faire de très larges concessions dans le domaine scolaire ; il ne s’agit pas bien sûr d’introduire l’école laïque dont bien peu d’Alsaciens voulaient, mais de généraliser l’école interconfessionnelle où catholiques, protestants et juifs pourraient se rencontrer et ne seraient séparés que pour les cours de religion. Cette attitude lui vaut une semonce de son évêque et même du Vatican, si bien qu’il doit faire machine arrière.
Ses attaques contre l'Allemagne ne l'empêchent pas d'être dans les meilleurs termes avec le secrétaire d'État du Ministère d'Alsace-Lorraine, Ernst Matthias von Köller (1902-1908), qui tente, selon les termes d'Alexandre de Hohenlohe, « d'exorciser le diable par Belzébuth ». Cependant, après le départ de von Köller, son opposition à l'Allemagne devient de plus en plus nette, au point qu'il finit par être condamné à deux mois de prison dans l'affaire qui l'oppose au proviseur Gneisse. En 1919, au lendemain de l'armistice, il fonde Le Rhin français, un journal catholique et républicain, avec le but d'influer sur la création d'un Etat rhénan qui jouerait le rôle de zone tampon entre l'Allemagne et la France et qui serait placé sous l'autorité de la France. Une fois le Traité de Versailles signé, il concentra le journal sur la définition de l'identité alsacienne française.
Il est pendant seize ans député autonomiste au Reichstag et cinq ans député à la Chambre des députés (1919-1924), au sein du groupe de l'Entente républicaine démocratique.
Le 11 novembre 1918, il se trouve à la Chambre des députés et est applaudi par les députés présents. À la fin de cette séance, les mêmes députés entonnent la Marseillaise soutenue par les applaudissements venus des galeries du public.
Wetterlé est un des artisans du triage de la population alsacienne-lorraine en 4 catégories, mis en place à l'arrivée des troupes françaises dans le Reichsland.

## Anecdotes
- Lors de son procès devant le tribunal en Alsace alors allemande, il eut ce mot d'esprit :
  - Le Président du Tribunal : « Avez-vous des sentiments français ? »
  - L'abbé Wetterlé : « Je considère comme une offense que vous doutiez de mes sentiments nationaux » (il était censé être allemand).
- Il serait l'auteur du « test du parapluie » qui permettait de distinguer les prisonniers du pays de Bade, prétendant être Français pour échapper aux rigueurs de l'internement, des captifs alsaciens (devenus Français de droit) à la fin de la Première Guerre mondiale. La traduction de « parapluie » en allemand étant Schirm et barabli en alsacien, il lui suffisait de leur poser la question « Was esch des ? » ("Was ist das?" = « Qu‘est-ce que c’est ? ») en montrant un parapluie pour être fixé par leur réponse[3].

## Œuvres
- Irons-nous au centre ?, Hüffel, Colmar, 1902
- Deux mois de villégiature forcée, J. B. Jung, Colmar, 1910, (2e éd.)
- L'Âme alsacienne-lorraine (conférence prononcée à Lyon, le 15 décembre 1911), E. Vitte, Lyon, 1912
- Conférence sur le sentiment populaire en Alsace-Lorraine, faite à la Société normande de géographie, A. Lainé, Rouen, 1913
- Le sentiment populaire en Alsace-Lorraine (conférence donnée à Evreux, au Havre, à Tours), Colmar, 1913
- Ce qu'était l'Alsace-Lorraine et ce qu'elle sera (9 conférences), L'édition française illustrée, Paris, 1915, lire en ligne sur Gallica
- Propos de guerre, L'édition française illustrée, Paris, 1915 ? (Première série : I. Propos de guerre ; II. Types d'Allemands ; III. Le Soldat-martyr. Deuxième série : I. Propos de guerre ; II. Fantaisies ; III. Têtes de Boches ; IV. Allocutions), lire en ligne sur Gallica
- L'Alsace-Lorraine française, H. Floury, Paris, 1915
- La Jeune génération en Alsace-Lorraine (conférence prononcée le 21 mars 1915, au Cours Kayser-Charavay), Schneider, Paris, 1915
- Jusqu'au bout : L'après-guerre, L. Tenin, Paris, 1916, lire en ligne sur Gallica
- Le professeur Kurt-Oscar Muller : ses lettres de 1912 et 1913, son carnet de guerre, L'édition française illustrée, Paris, 1916
- L'Allemagne qu'on voyait et celle qu'on ne voyait pas, L'édition française illustrée, Paris, 1916
- L'esprit public en Allemagne (déclarations faites... le 24 juillet 1916), Comité national d'études sociales et politiques, Paris, 1916 (en collab. avec Daniel Blumenthal)
- Ils étaient restés français de cœur (conférence sur l'Alsace-Lorraine donnée sous les auspices de L'Alsacien-Lorrain de Paris), Librairie alsacienne-lorraine, Paris, 1916
- La Paix par la victoire complète, Librairie patriote, Paris, 1916
- L'Allemagne pourra-t-elle payer la dette qu'elle a contractée ? (discours prononcé le mardi 27 juin 1916 au déjeuner mensuel de l'Association Union du commerce et de l'industrie), Levé, Paris, 1916
- Le Touriste allemand (conférence à l'Assemblée générale du 5 décembre 1915), Touring-Club de France, 1916
- L'Alsace-Lorraine doit rester française, Librairie Delagrave, Paris 1917
- Les Coulisses du Reichstag. Seize années de vie parlementaire en Allemagne, Bossard, Paris, 1918
- Le Plébiscite en Alsace-Lorraine ; suivi des gouvernements français et alliés sur l'Alsace-Lorraine, Bloud et Gay, Paris, ca 1918
- En Syrie avec le général Gouraud, Flammarion, Paris, 1924